# Осьотър
Осьотър (на руски: Осётр) е река в Тулска, Рязанска и Московска област на Русия, десен приток на Ока (десен приток на Волга). Дължина 228 km. Площ на водосборния басейн 3480 km².
Река Осьотър води началото си от североизточните части на Средноруското възвишение, на 230 m н.в., при село Мелековка, в североизточната част на Тулска област. Тече в живописна долина през хълмисти райони, в първата половина от течението си (до селището от градски тип Серебрянни Пруди) на изток, а след това до устието си на север. След като промени посоката си на север, на протежение около 25 km служи за граница между Рязанска и Московска област. Влива се отдясно в река Ока (десен приток на Волга), при нейния 870 km, на 99 m н.в., срещу село Акатеево, в югоизточната част на Московска област. Основен приток Мордвес (49 km, ляв). Има смесено подхранване с преобладаване на снежното. Среден годишен отток на 42 km от устието 13,3 m³/s. Заледява се през ноември, а се размразява през първата половина на април. По течението на Осьотър са разположени множество населени места, в т.ч. град Зарайск и селището от градски тип Серебрянни Пруди в Московска област.